# Linz am Rhein
Linz am Rhein è una città di 5 842 abitanti della Renania-Palatinato, in Germania.
Appartiene al circondario (Landkreis) di Neuwied (targa NR) ed è parte della comunità amministrativa (Verbandsgemeinde) di Linz am Rhein.